# Асинкрит
Свети Асинкрит је био један од седамдесет апостола и епископ Хирканије у Малој Азији.
Апостол Павле га спомиње у својој Посланици Римљанима(Рим 16,14).
Православна црква га слави 8. априла по јулијанском, а 21. априла по грегоријанском календару.